# 席毛島
座標: 北緯37度41分35秒 東経126度19分2秒 / 北緯37.69306度 東経126.31722度
席毛島（ソンモとう、せきもうとう、석모도）は、江華島の西方1.5km海上に位置する島で、映画「イルマーレ」と「酔画仙」の撮影場所として有名な島である。
行政区域上は仁川広域市江華郡三山面に属する。
- 人口: 2,416人（1999年センサス）
- 主要農産物: 米、麦、豆、ジャガイモなど
- 主要海産物: マナガツオ、海老類、ワタリガニ、ぼらなど[1]

## 観光
主要観光名所は普門寺（ポムンサ）、魚遊井港（オリュジョンハン）、ミンモル海水浴場、チャングノモ港などがあり、主要な山は海明山（ヘミョンサン、327m）、洛伽山（ナッカサン）、上峰山（サンボンサン、316m）の3つの山があり、主峰は海明山（ヘミョンサン）である。